# آخرین نبرد (فیلم ۱۹۸۳)
آخرین نبرد (Le Dernier) یک فیلم در ژانر علمی–تخیلی به کارگردانی لوک بسون است که در سال ۱۹۸۳ منتشر شد. از بازیگران آن می‌توان به فریتز وپر و ژان رنو اشاره کرد.

## خلاصه فیلم
در آینده‌ای آخرالزمانی، تنها تعداد کمی از انسان‌ها باقی‌مانده‌اند. هیچ‌کس قادر به صحبت کردن نیست. یک انزواطلب مصمم با پیرمردی دوست می‌شود. آنها به کمک هم با تبهکاران مبارزه می‌کنند تا غذا، سرپناه و زندگی خود را به‌دست آورند…